# 앨리 힐리스

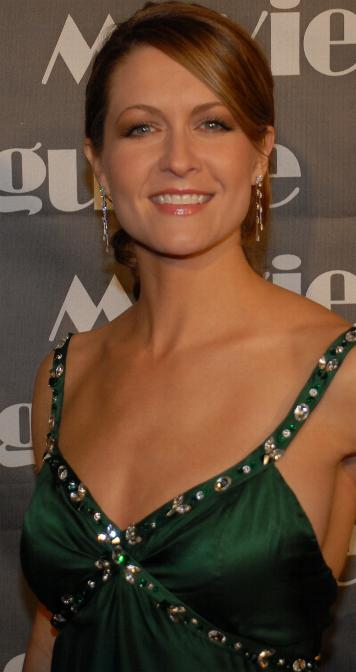

앨리 힐리스(영어: Ali Hillis, 1978년 12월 29일~)는 미국의 배우, 성우이다.
헌팅턴비치에서 태어났다.

## 출연 작품
- 더 로드 위드인(2014년)
- 얼티메이트 라이프(2013년) - 알렉시아 역
- 산타포스 2: 산타펍스(2012년)
- 백투더 씨(2012년)
- Nesting (2012) - 사라 역
- 스페이스 버디즈(2009년)
- 비버리힐즈 치와와(2008년)
- 내 남자친구의 죽은 여자친구를 퇴치하는 법(2008년)
- 하트브레이크 키드(2007년) - 조디 역
- 드로윙 스타스(2007년) - 리사 역
- 최고의 유산(2006년) - 알렉시아 역
- 어드리프트(2006년) - 로렌 역
- 그리너 마운틴(2005년)
- 아메리칸 건(2005년)
- 키스 키스 뱅뱅(2005년)
- 비밀과 거짓말의 차이(2005년) - 크리스틴 역
- 더 먼스 오브 어거스트(2002년) - 어거스트 역

### 텔레비전
- 펠리시티 (1999)
- JAG (2004)
- CSI: 과학수사대 (2011)
- 레귤러 쇼 (2013, 2015-16) - 목소리
- 캐슬 (2015)
- 본즈 (2015)
- NCIS: 로스앤젤레스 (2017)
- NCIS (2018)
- 9-1-1 (2018)
- 그레이 아나토미 (2019)
- 시카고 메드 (2022-23)